# 盧若騰故宅及墓園
盧若騰故宅及墓園是中華民國金門縣金城鎮賢庵里的歷史建築，是明朝兵部尚書盧若騰的故宅和墓園，為金門縣縣定古蹟。

## 歷史
盧若騰是明末金門籍官員，崇禎十五年（1642年）升任兵部武庫司郎中，後外遷浙江布政使司右參議署任寧紹兵備道，弘光元年（1645年）擔任鳳陽巡撫，隆武元年（1646年）擔任兵部尚書、浙東巡撫，溫州陷落時身負重傷，遂返回金門故宅隱居，致力著述，永曆十八年（1664年）前往台灣，在澎湖病逝，永曆二十二年（1668年），其子盧饒研將其遺體歸葬故宅
，由於時局未定，家計亦不寬裕，因此不封不樹，不立墓碑，後由其孫盧勗吾琢石立碑。

## 建築
盧若騰故宅位於賢庵里賢聚村9號，屬傳統閩南民居，房屋座北朝南，為一落四櫸頭加墻門的三合院，正身隔為四房，門楣上有“留庵故居”四字，門埕前右側有殘存原為用於旗杆上的夾杆石座一對，宅前埕口於五十年代為軍事需要闢建金水公路而不復存在。墓園在故居北側，墓碑以楷書陰刻“有明自許先生牧洲盧公之墓”。民國五十九年（1970年）中華民國總統蔣介石巡視金門時對盧若騰故宅及墓園進行修復，民國八十年（1991年）由中華民國内政部公告為第三級古蹟，民國八十六年（1997年）改為金門縣縣定古蹟。